# 6bone
La red 6bone era una red IPv6 de carácter experimental creada para ayudar a los vendedores y usuarios a participar en la evolución y transición a IPv6. Su enfoque original fue la prueba de normas e implementaciones. Su objetivo principal era la realización de pruebas de procedimientos interoperacionales y transicionales.
En marzo de 1996, la red 6bone empezó sus funciones como un proyecto de colaboración entre Norteamérica, Europa y Japón. 
Los primeros túneles se establecieron entre los laboratorios IPv6, G6 de Francia, UNI-C de Dinamarca y WIDE de Japón, bajo la coordinación de la IETF. 

## Breve reseña histórica
- 1999 Primera conexión al 6Bone por túnel con freenet6 en Canadá.
- Al final, en 6Bone participaron en el ámbito mundial alrededor de 47 países.
- De Latinoamérica estuvieron: Argentina, Brasil, Colombia, Chile,Cuba, México y Uruguay.
- 2006 El día 6 de junio, concluyó el proyecto 6Bone (ver RFC 3701).

## Breve reseña histórica en Latinoamérica
- 1998 Obtención de bloque pTLA 3ffe:2b00::/24 por parte de RNP (Brasil).
- 1999 Obtención de bloque pTLA 3ffe:3800::/24 por parte de Fibertel (Argentina).
- 1999 Obtención de bloque pTLA 3ffe:8070::/28 por parte de la UNAM (México).
- 2000-2001 Obtención de bloques pTLA 3ffe:8240::/28 por parte de UDG (México) y 3ffe:8240::/28 para ITESM (México).

A partir del 2000 varias instituciones y algunos ISPs obtuvieron bloques del tipo TLA para servicios de producción, adicionales a los que algunos tenían de 6Bone. 
- 2000 Obtención de bloque TLA 2001:0448::/35 por parte de la UNAM (México).
- 2002 Obtención de bloque pNLA 3ffe:400f::/32 por parte de Red Universitaria Nacional (Chile).
- 2003 Obtención de bloque TLA 2001:1310::/35 por parte de REUNA (Chile)
- 2004 Aire-6 Proyecto de Redes inalámbricas con IPv6.
- 2005 UACh. Primera Red IPv6 de Producción Operativa en Chile.

Posteriormente los bloques ::/35 pasaron a ser ::/32